# Halodule bermudensis
Halodule bermudensis là một loài thực vật có hoa trong họ Cymodoceaceae. Loài này được Hartog mô tả khoa học đầu tiên năm 1964.